# Färöarna

Topografisk karta över Färöarna.

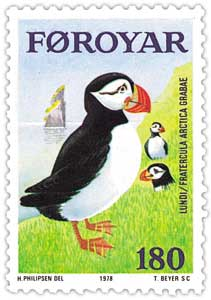
Lunnefågeln på färöiskt frimärke

Färöarna (färöiska: Føroyar, danska: Færøerne) är en ögrupp i Nordatlanten och en självstyrande del av Danmark. Den består av de 18 huvudsakliga öarna, av vilka 16 är bebodda, samt närmare 800 mindre kobbar och skär. I maj 2023 uppgick befolkningen till 54 503 personer. Huvudstad är Tórshavn.
Ögruppen är belägen 320 km nordväst om Brittiska öarna, och halvvägs mellan Norge (580 km) och Island (430 km). Ytan uppgår till 1 399 km2, med 1 117 km kust.
De tre riksdelarna Färöarna, Grönland och egentliga Danmark ingår i Det Danske Rigsfællesskab (den danska riksgemenskapen), och utgör tillsammans kungariket Danmark. Färöarna har varit under danskt styre sedan 1380, men har sedan 1948 haft ett betydande inre självstyre som idag bland annat omfattar handel, utbildning, forskning samt havs- och fiskefrågor inom en särskilt utpekad havszon runt öarna. Sedan 2005 finns också en lista med politiska ansvarsområden som ska överföras till Färöarna vid en senare tidpunkt. Konstitutionella frågor, medborgarskap, högsta domstolen, utrikespolitik, säkerhets- och försvarspolitik samt valuta- och penningpolitik ska dock även framgent styras av det danska Folketinget.
Ekonomin är liten och handelsberoende, kretsar kring fiske och största handelspartner är Danmark, Norge, Tyskland och Ryssland; 56 % av all handel är med Europeiska unionen. Även turism är en viktig näringsgren. När Danmark blev medlem i Europeiska ekonomiska gemenskapen 1973 valde Färöarna att stå utanför, och kunde på så sätt behålla kontrollen över landets fiskerättigheter. Det förhållandet bestod efter att EEG ombildats till Europeiska unionen. Färöarna och Grönland är dock territorier associerade med Europeiska unionen och har frihandelsavtal med varandra, Island och EU. Landet inledde sin egen frimärksutgivning 1 april 1976.
Färöarnas nationaldag infaller den 29 juli (Olofsdagen). Färöarnas flagga har varit i bruk sedan 1931 och blev officiell 1948. Från 2016 har den färöiska flaggan tagit över den danska flaggans officiella plats vid alla offentliga byggnader på Färöarna.

## Etymologi
Namnet Färöarna (färöiska: Føroyar, danska: Færøerne) är belagt från vikingatiden och återgavs på fornnordiska som Færeyjar. Enligt Färingasagan från 1200-talet kommer namnets förled från ”får” (fornnordiska: fær), alltså ”Fåröarna”.
Tolkningen ifrågasattes på 1500- och 1600-talet av prästerna Peder Claussøn Friis (1545–1614) och Lucas Debes (1623–1675), då fær härrör från fornöstnordiska, men färöiskans ursprung är den fornvästnordiska dialekten, där får benämndes sauðr (modern svenska: ”söd”, modern färöiska: seyður). Debes föreslog att förledet ska tolkas som ”fjärr” (fornnordiska: fiær, engelska: far), och att betydelsen är ”fjärröarna” (öarna i fjärran). Den färöiska prästen Venceslaus Ulricus Hammershaimb (1819–1909) föreslog som alternativ att förledet härleds från ”fara”. Hammerdhaimbs tolkning kan jämföras med avljudsböjningen ”färd”.
Andra har spekulerat att namnet är av fornirisk härkomst, såsom Orkneyöarna och Shetlandsöarna. I så fall kan förledet ha samma rot som ”fä”, vilket kan tolkas som boskap, betesmark eller liknande.

## Historia
Den första tiden i Färöarnas historia är mycket oklar. Det är möjligt att den iriske munken Brendan seglade igenom öarna på en resa i Nordatlanten. Från sent 600-tal till tidigt 700-tal var öarna besökta av flera olika munkar från Irland och det man vet är att de använde Färöarna och Island som eremitboningar. Senare emigrerade norska vikingar till öarna.
Färöarna hörde ursprungligen till Norge, men Norge kom efter hand att höra till Danmark. År 1814 kom Norge att skiljas från Danmark för att komma i union med Sverige. Färöarna hörde dock fortsatt till Danmark.
Färöarna återfick en viss inre självständighet 1852. Under andra världskriget ockuperades Färöarna av Storbritannien, och Färöarna var avskuret från Danmark och därmed i praktiken självstyrande resten av kriget. Större inre självständighet infördes 1948.

## Geografi
Färöarna ligger på 62 grader norr, 7 grader väst i Nordatlanten. Öarna ligger norr om Hebriderna, nordväst om Shetlandsöarna, väster om Norge och sydost om Island. Ögruppen är med sina 18 öar och 11 holmar, från Enniberg på Viðoy i norr, till Sumbiarsteinur söder om Suðuroy, 118 kilometer lång. Kustlinjen är på 1 117 kilometer. Särskilt västkusten är markant med sina höga, lodräta fågelberg. Den genomsnittliga bergshöjden är 300 meter över havet. Slættaratindur, 882 meter, är det högsta berget på Färöarna. Enniberg är en av Europas högsta klippor (se även Färöarnas ytterpunkter). Berggrunden består av basalt av Paleogen ålder. Färöarna har varit nedisade vid flera tillfällen under kvartärperioden, men de högsta topparna har troligen aldrig varit täckta av is. Stora delar av öarna täcks av torv som dock på många håll har brutits och använts för bl.a. uppvärmning. I torven har tefralager från isländska vulkanutbrott påträffats.
Längsta avståndet till kusten är 5 kilometer. De flesta orter ligger skyddade på östkusten vid en bukt eller fjord, förutom Fámjin och Sumba som har skydd av västliga skär.
Färöarnas sammanlagda yta är ungefär hälften så stor som Gotlands, men har nästan lika stor befolkning och alltså dubbelt så hög befolkningstäthet. Tórshavns invånarantal är dock ungefär hälften av Visbys.

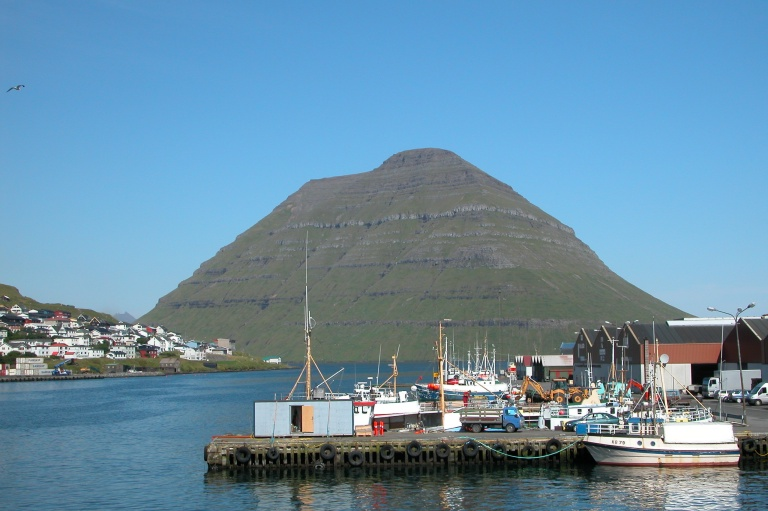
Klaksvík.
Beinisvørð, Suðuroy.
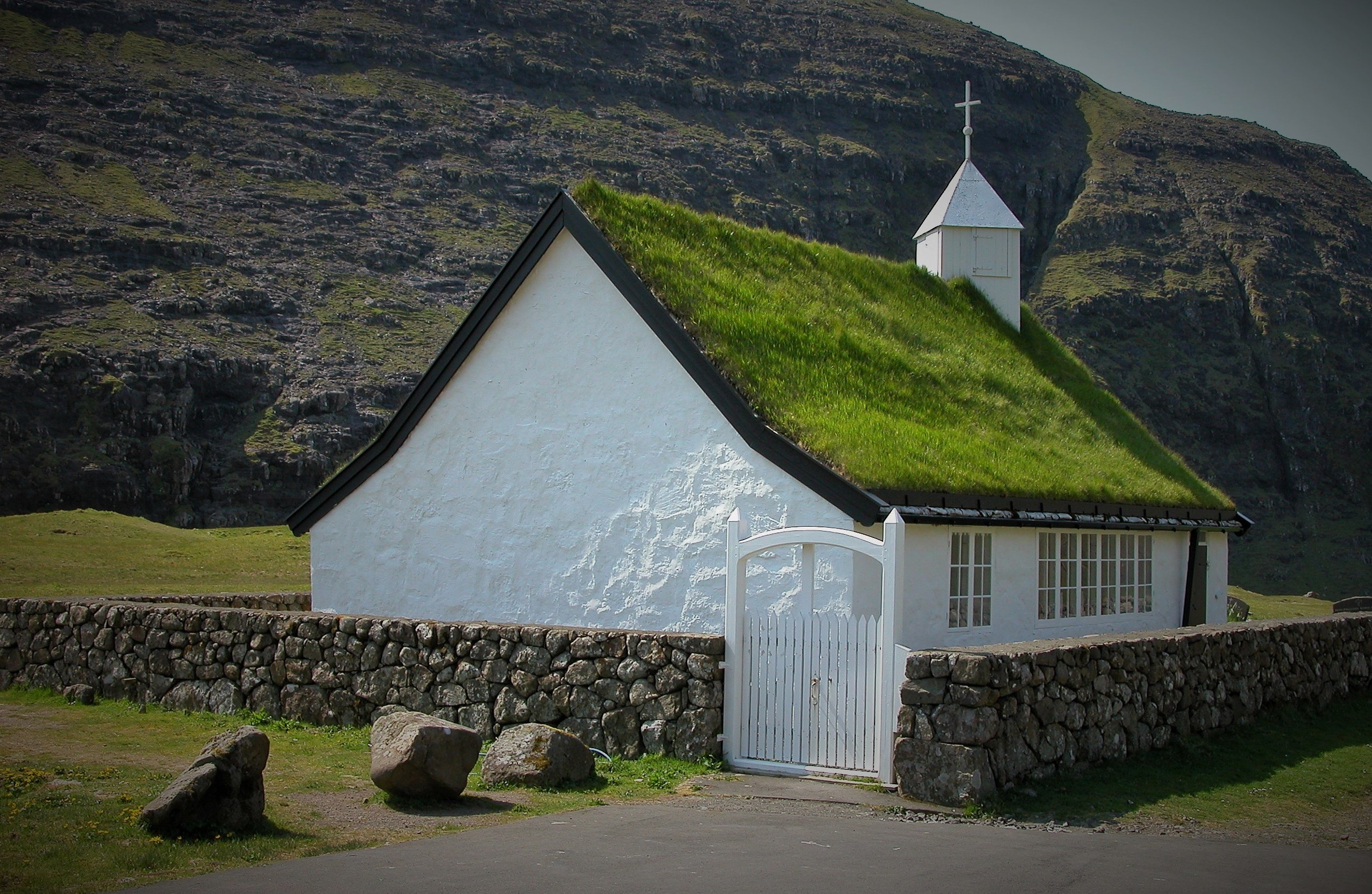
Saksun.
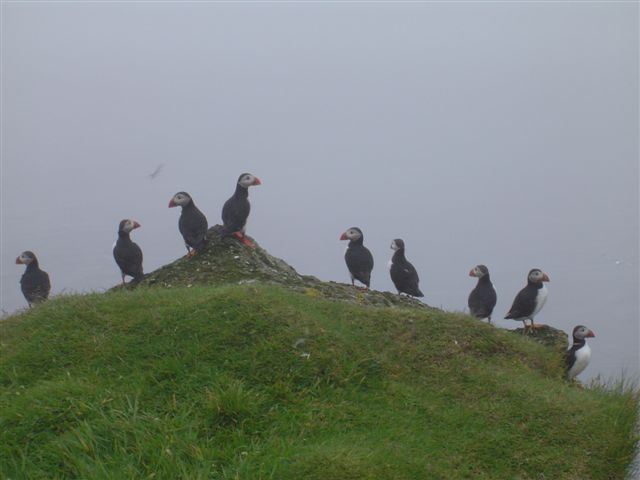
Lunnefågel.

### Klimat
Klimatet på öarna är atlantiskt. Golfströmmen gör att det är milt, vilket också medför att hamnar i princip inte fryser. Snö, även om den faller, töar snabbt. Medeltemperatur under vintern är cirka 3 °C och under sommaren 11 °C. Även om undersökningar av klimatet är ovanliga på öarna har det visat sig att högre toppar har ett eget mikroklimat (Humlum and Christiansen, 1998). Sedan 1990 finns en meteorologisk mätstation på Sornfelli. Köldrekordet för öarna är -12,9 °C. Temperaturen på öarna steg under 1920-talet, för att sedan stabilisera sig på nuvarande nivå.  
|                                            | Jan | Feb | Mar | Apr | Maj | Jun  | Jul  | Aug  | Sep  | Okt | Nov | Dec |
| ------------------------------------------ | --- | --- | --- | --- | --- | ---- | ---- | ---- | ---- | --- | --- | --- |
| Normaldygnets maximitemperaturs medelvärde | 5,3 | 5,5 | 5,9 | 7,2 | 9,2 | 11,4 | 12,6 | 12,8 | 11,2 | 9,3 | 6,6 | 5,8 |
| Normaldygnets minimitemperaturs medelvärde | 1,2 | 1,5 | 1,5 | 2,7 | 4,9 | 7,1  | 8,4  | 8,5  | 7,0  | 5,4 | 2,6 | 1,6 |
|                                            |     |     |     |     |     |      |      |      |      |     |     |     |
| Nederbörd                                  | 133 | 95  | 132 | 88  | 70  | 61   | 70   | 83   | 128  | 155 | 127 | 142 |

| Diagram | temperaturer i °C • månadsnederbörd i mm • Källa: Värden från Torshamn. | temperaturer i °C • månadsnederbörd i mm • Källa: Värden från Torshamn. | temperaturer i °C • månadsnederbörd i mm • Källa: Värden från Torshamn. | temperaturer i °C • månadsnederbörd i mm • Källa: Värden från Torshamn. | temperaturer i °C • månadsnederbörd i mm • Källa: Värden från Torshamn. | temperaturer i °C • månadsnederbörd i mm • Källa: Värden från Torshamn. | temperaturer i °C • månadsnederbörd i mm • Källa: Värden från Torshamn. | temperaturer i °C • månadsnederbörd i mm • Källa: Värden från Torshamn. | temperaturer i °C • månadsnederbörd i mm • Källa: Värden från Torshamn. | temperaturer i °C • månadsnederbörd i mm • Källa: Värden från Torshamn. | temperaturer i °C • månadsnederbörd i mm • Källa: Värden från Torshamn. | temperaturer i °C • månadsnederbörd i mm • Källa: Värden från Torshamn. |
|         | 133 5 1                                                                 | 95 6 2                                                                  | 132 6 2                                                                 | 88 7 3                                                                  | 70 9 5                                                                  | 61 11 7                                                                 | 70 13 8                                                                 | 83 13 9                                                                 | 128 11 7                                                                | 155 9 5                                                                 | 127 7 3                                                                 | 142 6 2                                                                 |

### Växt- och djurliv
Utpräglade landväxter och landdjur har haft svårt att återkomma till Färöarna efter den senaste istiden. Många gånger har de införts av eller medföljt människan. Färöarna har därför ett rikt fågelliv (med 270 beskrivna arter, bl.a. strandskata) och marint liv, men bara tre vilda arter landdäggdjur: husmus, brunråtta och skogshare (som infördes från Norge 1855). Träd saknades tidigare helt, men har nu i mycket begränsad mängd inplanterats i skyddade lägen, mest i tätorter. Dessa har hämtats från Alaska (mest tall) och Eldslandet (mest sydbok) där liknande fuktiga, salta, blåsiga, kyliga förhållanden råder. Träd hämtade från Skandinavien klarar sig sämre.

### Öarna
Färöarna består av 18 öar:
- Borðoy är den största av de nordliga öarna (Norðoyar) och arean är cirka 95 km². Här ligger Färöarnas näst största stad Klaksvík som har cirka 5 000 invånare. Förutom Klaksvík finns det sju andra tätorter på ön: Norðoyri, Ánirnar, Árnafjørður, Strond, Norðtoftir, Depil och Norðdepil.
- Eysturoy, den näst största ön, med en area på cirka 286,3 km². År 2002 bodde det totalt 10 586 personer på ön i tätorter som Fuglafjørður i norr och i kommunerna Runavíkar och Nes.
- Fugloy är en av de sex nordliga öarna, år 2002 hade ön totalt endast 45 invånare.
- Hestur är en liten ö på 6,1 km² och har 43 invånare.
- Kalsoy har 147 invånare och är en av de sex nordliga öarna.
- Koltur har endast två invånare och en area på 2,5 km².
- Kunoy är en av Nordöarna och har 134 invånare och en area på 35,5 km².
- Lítla Dímun är den minsta ön i Färöarna med en area på mindre än 1 km². Ön är den enda som är obebodd.
- Mykines är den västligaste ön. Ön har 11 bofasta invånare och en area på 10,3 km².
- Nólsoy är en ö som endast har en ort, Nólsoy. Alla de 268 som bor på ön bor i orten. Ön har en area på 10,3 km².
- Sandoy, den femte största ön med en area på 112,1 km² och 1 393 invånare.
- Skúvoy, med en area på 10 km² och 57 invånare.
- Stóra Dímun har endast två invånare och en area på 2,5 km².
- Streymoy är huvudön på Färöarna, huvudstaden Tórshavn och staden Vestmanna ligger på denna ön. Totalt har ön cirka 21 500 invånare och en area på 373,5 km².
- Suðuroy är den sydligaste ön i Färöarna; 163,7 km² stor. Totalt bor det omkring 5 041 personer på ön, främst i orterna Sumba, Porkeri, Hvalba samt Tvøroyri.
- Svínoy är en av de sex nordöarna, år 2004 bodde det 73 personer på ön och ön har en area på 27,1 km².
- Vágar är den tredje största ön på Färöarna. Det är även på ön Vágar som flygplatsen Vágar flygplats finns. Ön har en area på 177,6 km² och totalt omkring 2 800 invånare.
- Viðoy är den näst största ön av de sex som ingår i Norðoyar. Ön har en area på 41 km² och 617 invånare.

### Geologi
Färöarnas bildningshistoria startar med en aktiv vulkanisk period för 60 miljoner år sedan, då själva platån blev uppbyggd, och en nedbrytningsperiod, där de nedbrytande processerna har givit öarna det nuvarande utseendet. Kemisk vittring och avlägsnande av vittringsprodukterna som upplöste salter var de viktigaste landskapsskapande processerna. Under tertiärtiden försvann stora mängder av de översta vulkaniska bergarterna.
Gradvis uppstod ett kuperat landskap med breda, med inte särskilt djupa dalar. I slutet av tertiärperiodens sista del blev klimatet gradvis kyligare och nederbörden dominerade senare för att påverka den kemiska vittringen. Landskapet fick den nuvarande karaktären av egentligt berglandskap med höjdskillnader på 200–400 meter.

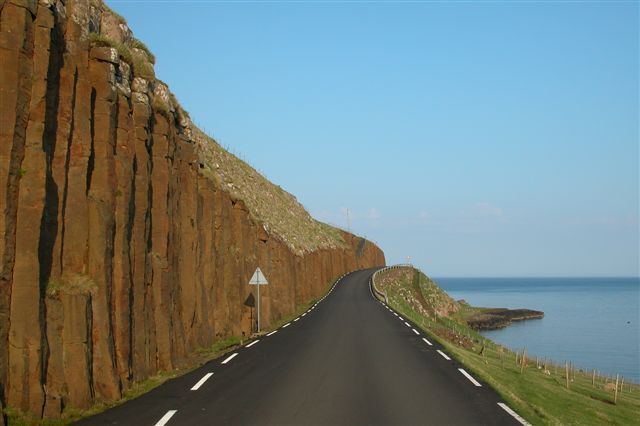
Basaltformationer vid orten Froðba.
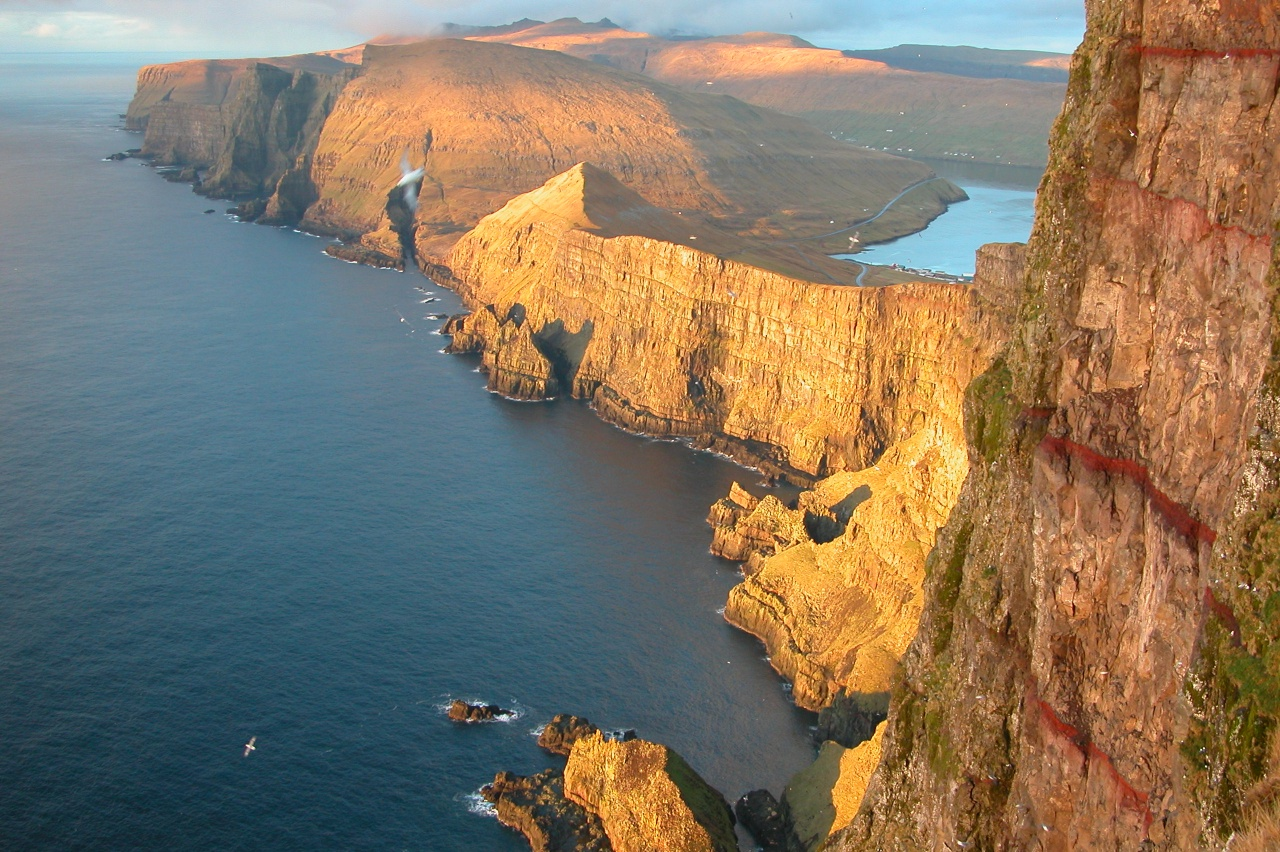
Västkusten på Suðuroy.

## Statsskick och politik
Som del av kungadömet Danmark är Färöarna till statsskicket en konstitutionell monarki med den danska kungen Frederik X som statschef.
Färöarnas parlament heter Lagtinget och består av 33 medlemmar, valda i perioder om fyra år. Regeringen kallas landsstyret. Den leds av lagmannen, som heter Aksel V. Johannesen.
Färöarna är även representerat i det danska parlamentet, Folketinget, med två medlemmar. I motsats till Danmark är Färöarna inte medlem i Europeiska unionen; dock har man två representanter i Nordiska rådet som en del av den danska delegationen.
Det senaste lagtingsvalet hölls den 31 augusti 2019. Fólkaflokkurin gick 5,6 procent fram och blev den stora vinnaren av lagtingsvalet. Javnaðarflokkurin hade den största tillbakagången med 2,6 procent, medan Tjóðveldi och Framsókn miste vardera mer än 2 procent.

### Administrativ indelning
Färöarna är indelade i 34 kommuner (kommunur), 6 regioner (sýslur) och 7 valkretsar.

## Ekonomi

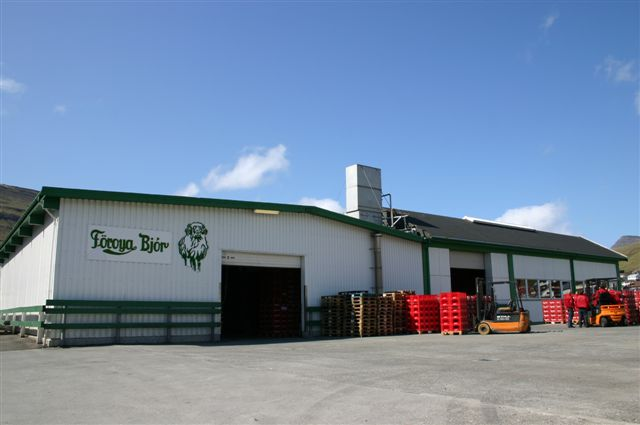
Föroya Bjór.
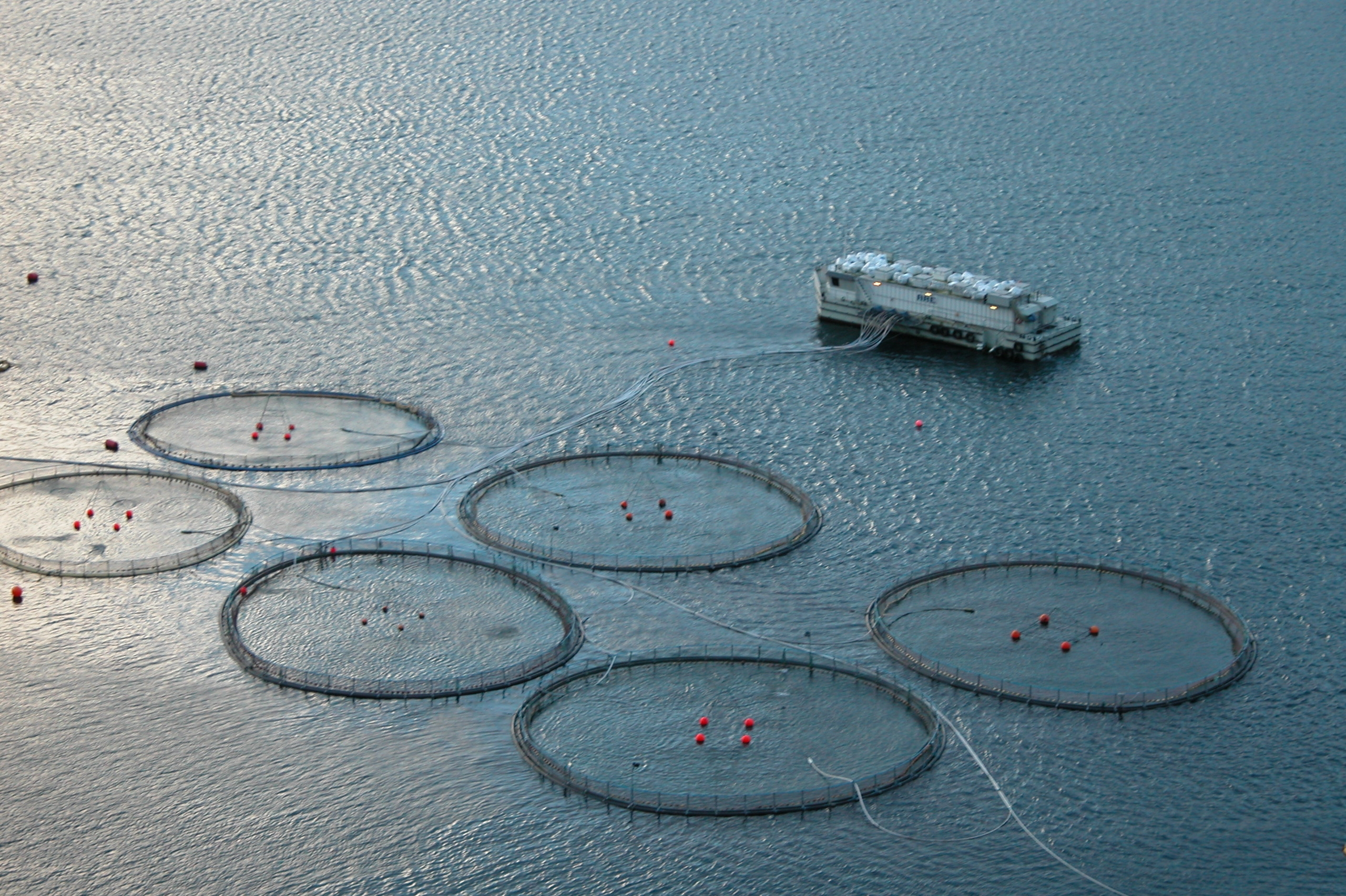
Vestmanna.
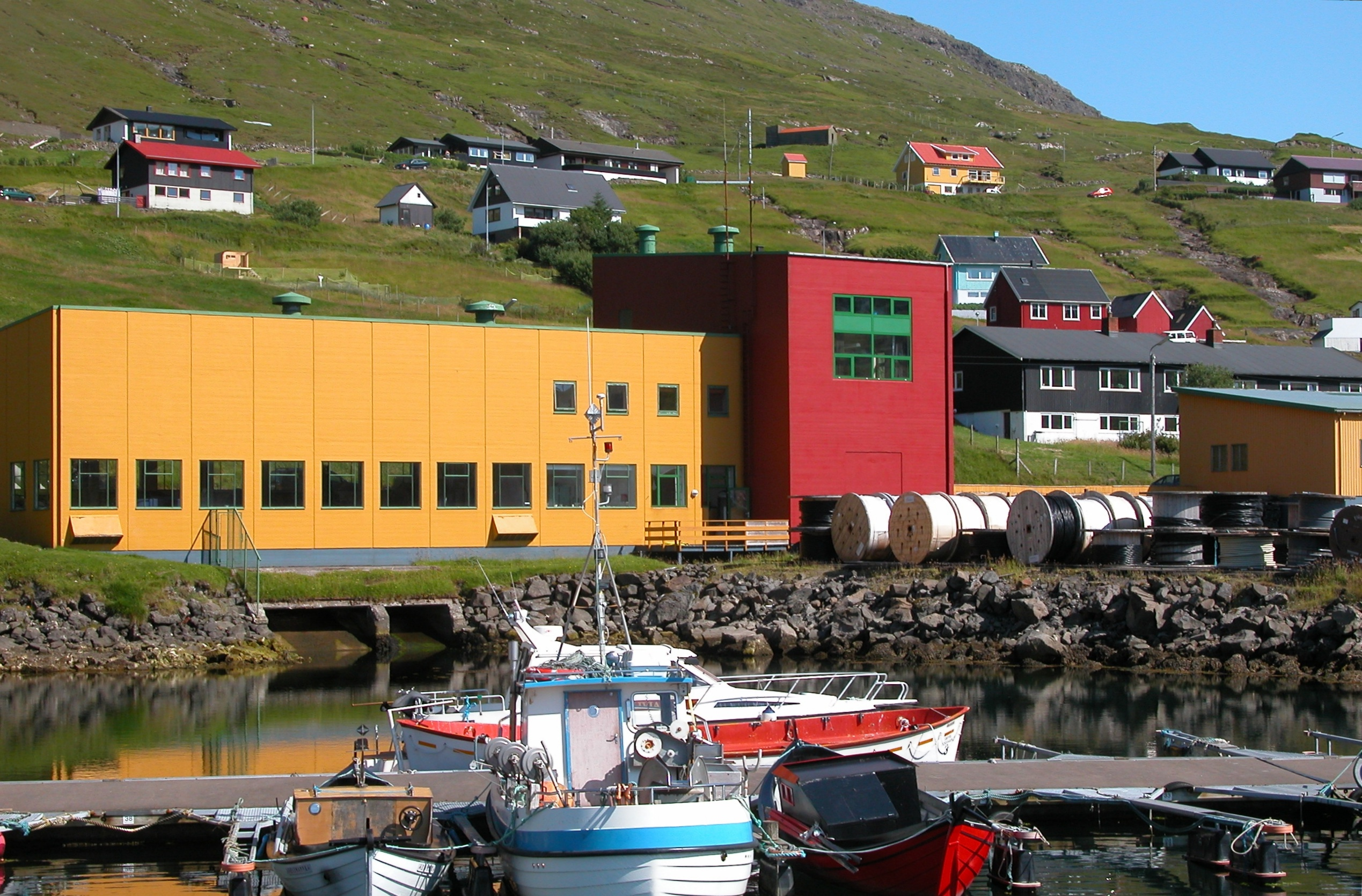
Kraftverk.
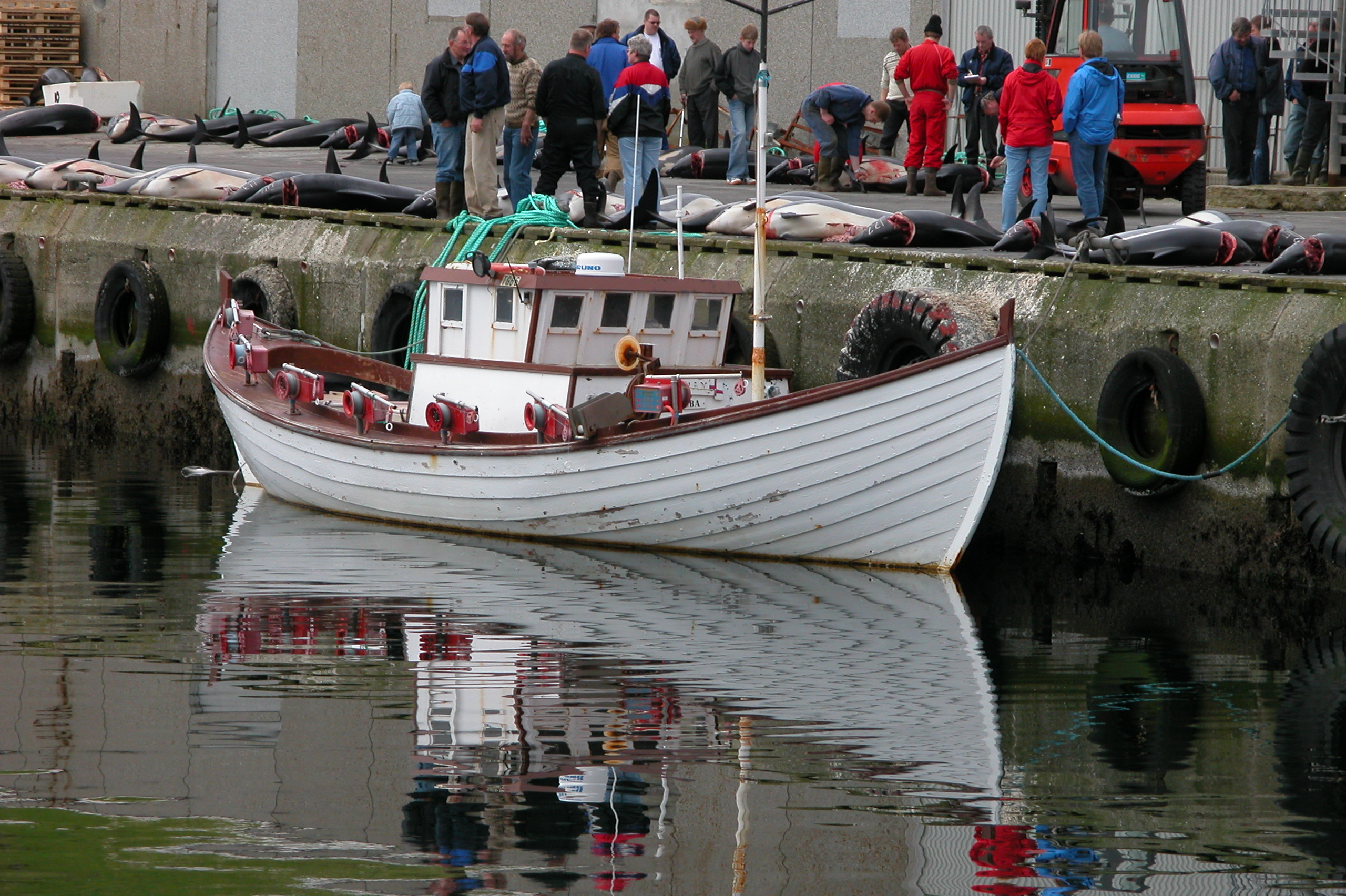
Grindadráp.
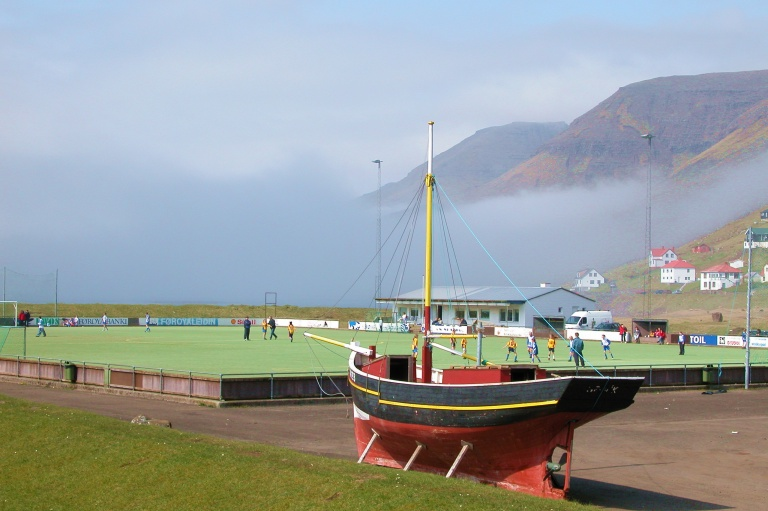
Färöisk slup.

Den viktigaste industrin är havsfisket, som har ersatt det tidigare för landet mycket viktiga jordbruket.

### Fiske och jordbruk
Jordbruk, jakt och fårskötsel spelar idag en underordnad roll i förhållande till fisket som utgör grunden till nästan all export från Färöarna. Fram till slutet av 1800-talet var förhållandet omvänt och året 1872 ses som en vändpunkt för fisket eftersom man då började fiska från större havsgående segelskepp istället för som tidigare, enbart i öppna småbåtar. Besättningen var på tolv-tjugo man och fram till 1930 drevs skeppen enbart med hjälp av segel. Det var i första hand torsk som sluparna förde med sig hem från Islandsfisket. Den förvandlades antingen till torkad klippfisk, vilket sköttes av kvinnorna, eller också saltades den och såldes till Sydeuropa.
I början av 1920-talet utökades färingarnas fiskeområden till att gälla även Grönland där de ofta fiskade på somrarna. Ända fram till efter andra världskriget fanns de gamla sluparna kvar, men då trängdes de ut av trålfisket. Krigsåren var i ekonomiskt hänseende goda år för Färöarna eftersom fiskestammen runt öarna fick växa till sig i relativ lugn och ro. Fångsterna ökade och man for till Storbritannien med dessa, men näringsfånget kostade 132 färingar livet då 25 båtar sänktes av tyskarna. Många färingar har under åren förlist och drunknat i Nordatlanten.
Efter kriget hamnade Färöarna i en svår ekonomisk kris. Krigstidens uppsving hade kostat mycket i material och människoliv. Efterhand gick det dock framåt igen med fiskeflottans förnyelse, kapitaltillskottet hade ökats markant under krigsekonomin, bättre priser på de internationella marknaderna och stora offentliga investeringar i en modern infrastruktur såsom fabriker som kunde förädla havets råvaror och i utbildningsinstitutioner. Färingarna bröt upp från byar och flyttade till större bygder och centralorter. Torshamn har tredubblat sin befolkning på ett halvt sekel. Denna högkonjunktur varade fram till mitten av 1980-talet då färingarna utestängdes från sina traditionella fiskeområden och fångsterna i hemmavattnen minskade samtidigt som priserna föll på marknaden och stora utlandslån skulle betalas tillbaka.

### Utrikeshandel
År 1973 gick Danmark med i Europeiska unionen, men Färöarna valde att inte gå med, bland annat för att EU hade infört den gemensamma fiskeripolitiken som innebär att fiskerättigheter i EU-ländernas vatten tillkommer alla medlemsländer. Färöarna har ett begränsat frihandelsavtal med EU.

### Energi
Något mer än 50 % av landets elenergi är förnyelsebar. Knappt 50 % kommer från fossilkraftverk, och en tredjedel från vattenkraft. Med ett läge i den blåsiga Nordatlanten är vindkraft ett ekonomiskt alternativ. Húsahagi vindkraftpark utanför Torshamn är landets största. Det finns två energibolag: SEV och RØKT, där SEV är det med marginal större. Historiskt har torv och sedan kol och olja stått för stora delar av energibehovet. Avbrott är vanligare på Färöarna än i de flesta EU-länder.
2018 slöts ett samarbetsavtal mellan SEV och ett miljöteknikföretag som omfattar installation och drift av två undervattenskraftverk som genererar elektricitet av havsströmmarna i Vestmannasund. Kraftverken kommer att vara anslutna till Färöarnas elnät och planerar vara i drift 2019-2020. Detta kommer bidra till Färöarnas oberoende av fossilt bränsle samt ett stabilare kraftnät.

## Kommunikationer

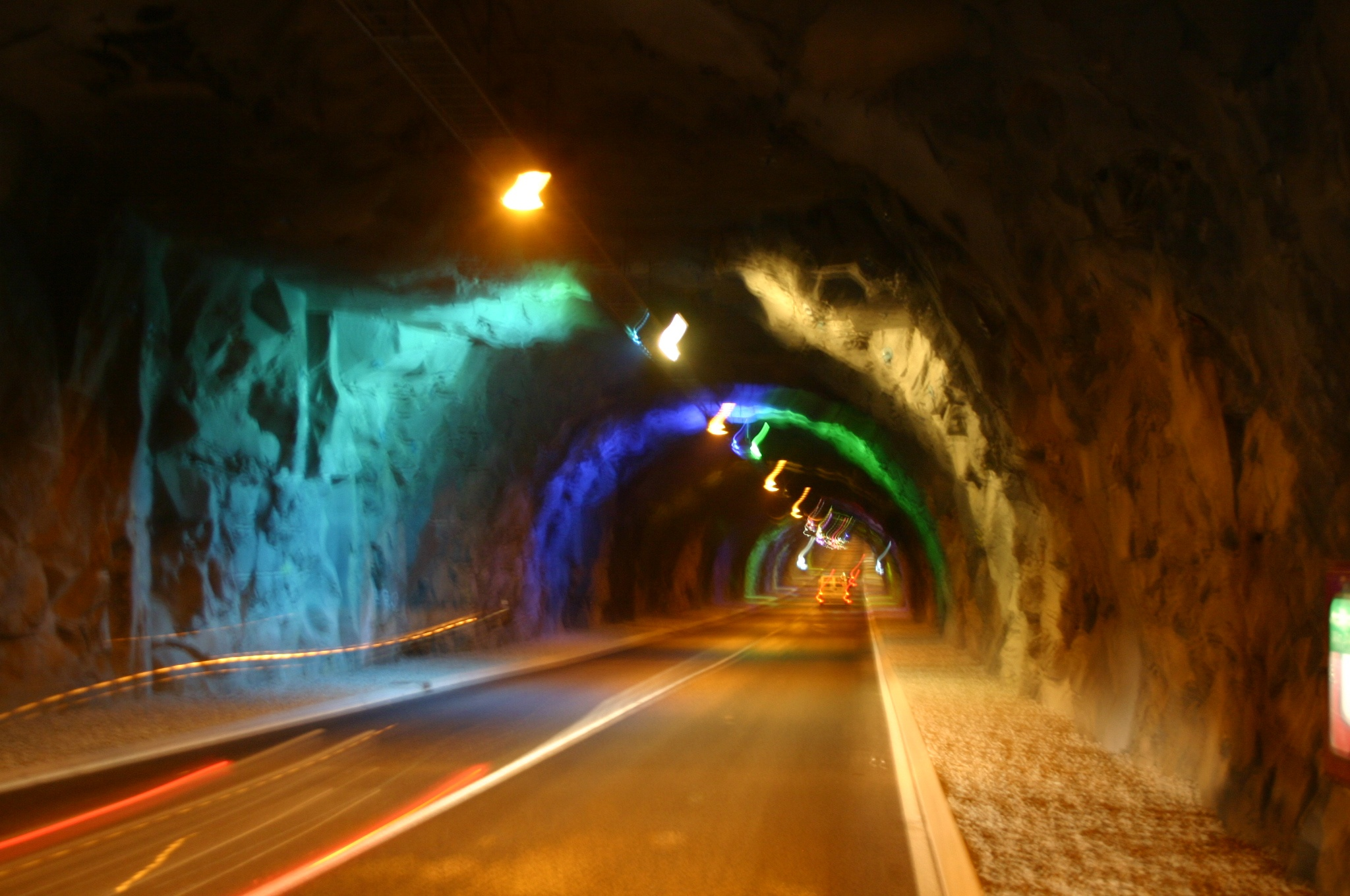
Norðoyatunnilin, Färöarna. Ljuskonst av Tróndur Patursson.

Flygplatsen Vágar (på ön med samma namn) är mycket viktig för hela ögruppen. Dagliga flygförbindelser finns med Köpenhamn, och flera gånger i veckan till Billund, Reykjavik och Bergen. Dessutom går det under säsong även plan till bland annat Edinburgh, Barcelona och Rom. Inrikes går det helikopter till vissa öar utan fast vägförbindelse.
Det finns bilvägar som löper mellan de flesta öar och orter. Öarna är sammankopplade via broar, tunnlar eller färjor. Det finns även bussar som går igenom de flesta orterna på Färöarna. Några öar behöver bilfärja för bilresa till huvudstaden. Bilvägarna är mestadels tvåfiliga, men även små grusvägar är markerade på kartan. Det finns cirka 600 kilometer väg på Färöarna, och att välja bil är det bästa sättet att uppleva öarna. På grund av allmänt förekommande frigående får är dock försiktig körning nödvändig eftersom fåren har förtur till vägen. Höga böter kan vänta den som orsakar olycka med får.
Sjövägen finns även förbindelse med bilfärja med Hirtshals i Danmark, samt Seyðisfjörður på Island, en tur i veckan per destination. Det är det färöiska rederiet Smyril Line som trafikerar dessa sträckor.

## Demografi
Färöarna har lågt invandringsantal, och hela 98 % är födda inom det danska kungadömet (Grönland, Danmark och Färöarna). Cirka 5 % är födda i Danmark. Islänningar, norrmän och polacker är, i nämnd ordning, de största grupperna av migranter (med ungefär 0,2%).
49 820 bodde på Färöarna i februari 2017. Under året uppnåddes ett gammalt mål – att befolkningen skulle passera 50 000.

### Orter
12 333 personer bor i huvudstaden Torshamn (19 919 i kommunen). Omkring 4 500 bor i den näst största staden Klaksvík.
Lista över de fem största orterna på Färöarna:
| Rank | Namn         | Kommun       | Invånare (2011) |
| ---- | ------------ | ------------ | --------------- |
| 1    | Torshamn     | Torshamn     | 12 333          |
| 2    | Klaksvik     | Klaksvik     | 4 565           |
| 3    | Hoyvík       | Torshamn     | 3 635           |
| 4    | Argir        | Torshamn     | 2 043           |
| 5    | Fuglafjørður | Fuglafjarðar | 1 511           |

### Språk
På Färöarna talas färöiska, ett västnordiskt språk som förenklat kan beskrivas som ett mellanting mellan isländska och norska. Det danska språket är också officiellt, men används i allt mindre utsträckning.

### Religion
Färöarnas första invånare var de keltiska munkar som med början på 600-talet slog sig ned där som eremiter. Enligt traditionen fördrevs de av asatroende vikingar som koloniserade öarna på 800-talet. 999 antogs kristendomen som officiell religion av lagtinget. Kyrkor byggdes under 1000-talet på Skúvoy och Sandoy.
År 1111 fick Färöarna sin första biskop (i Kirkjubøur) under den nybildade nordiska kyrkoprovinsen i Lund. När Norge 1152 blev en egen kyrkoprovins, med ärkebiskop i Nidaros (Trondheim), så följde färingarna med in i denna.
Under 1200-talet byggdes Olavskyrkan i Kirkjubøur, den äldsta ännu använda kyrkan i landet.
Här fanns även prästskolan, Färöarnas första, och under århundraden enda, skola.
Under 1500-talet genomfördes reformationen i Norden. På Färöarna fick det bl.a. de konsekvenserna att danska blev kyrkospråk och att all den romersk-katolska kyrkans jord överfördes till kronan. 1539 till 1557 fanns en luthersk biskop i Kirkjubøur men sedan lades Färöarna in som ett kontrakt under biskopsdömet Bergen i Norge.
Brochmands andaktsbok och Kingos psalmer (från 1600-talet) kom att spela en viktig roll i det andliga livet, ända in i modern tid.
Från 1709 lydde den färöiske prosten under biskopen av Själland. 1720–1775 tillhörde man Islands stift och därefter återfördes Färöarna till Själlands stift.
Under 1800- och 1900-talen bröt folkliga väckelserörelser fram på Färöarna, både inom och utom folkkyrkan.
1939 blev färöiska officiellt kyrkospråk.
1948 utgavs hela Bibeln på färöiska av Viktor Danielsen från plymouthbröderna.
1963 utnämndes Färöarnas prost till vicebiskop och 1990 blev Färöarna ett eget stift inom Danska kyrkan, med domkyrka i Torshamn.
2007 skildes Färöarnas folkkyrka från Danska kyrkan och blev en självständig kyrka. Detta skedde efter förhandlingar mellan landsstyret och den danska regeringen
80 % av befolkningen tillhör den lutherska kyrkan. Lågkyrkliga väckelserörelser som inremissionen spelar en viktig roll inom denna.
Över 10 % är anslutna till brödraförsamlingen och omkring 5 % tillhör andra frikyrkor som pingströrelsen, Frälsningsarmén och sjundedagsadventisterna (som driver en större friskola i Torshamn).
Katolska kyrkan i Färöarna på Färöarna (Katólska Kirkjan í Føroyum) har 150 permanentboende medlemmar av 23 olika nationaliteter.
Den största icke-kristna gruppen i Färöarna är bahá'ísamfundet.

### Massmedier
På Färöarna finns det sex dagstidningar som ges ut 1–5 gånger i veckan och har en totalupplaga på drygt 30 000 exemplar. Den äldsta och största tidningen är Dimmalætting (fyra nummer per vecka och 11 000 exemplar). Tidningen etablerades 1877 och är språkrör för Sambandsflokkurin. Mellan 4 000 och 5 000 exemplar har den socialdemokratiska tidningen Sosialurin (fem nummer per vecka), den opolitiska Oyggjatíðindi (två nummer per vecka) samt den folkpartistiska Dagblaðið (en gång per vecka).
Den nationella radion Útvarp Føroya, som startades år 1957, finansieras främst med licensavgifter och betald samhällsinformation. Alla program produceras på Färöarna och sänds på det officiella språket färöiska. Innan detta lyssnade invånarna mest på dansk eller norsk radio. I slutet av 1970-talet fick lokala och privata tv-föreningar rätt att sända program, program som oftast hämtades från Danmarks radio. Försöket med nationell television startades 1984 då det nationella tv-bolaget Sjónvarp Føroya (SvF) grundades. Sjónvarp Føroya sänder nu sju dagar i veckan och har sedan 1989 tv-reklam som delfinansiering. SvF kan enligt avtal använda alla program som sänds i Danmarks radio.

### Litteratur

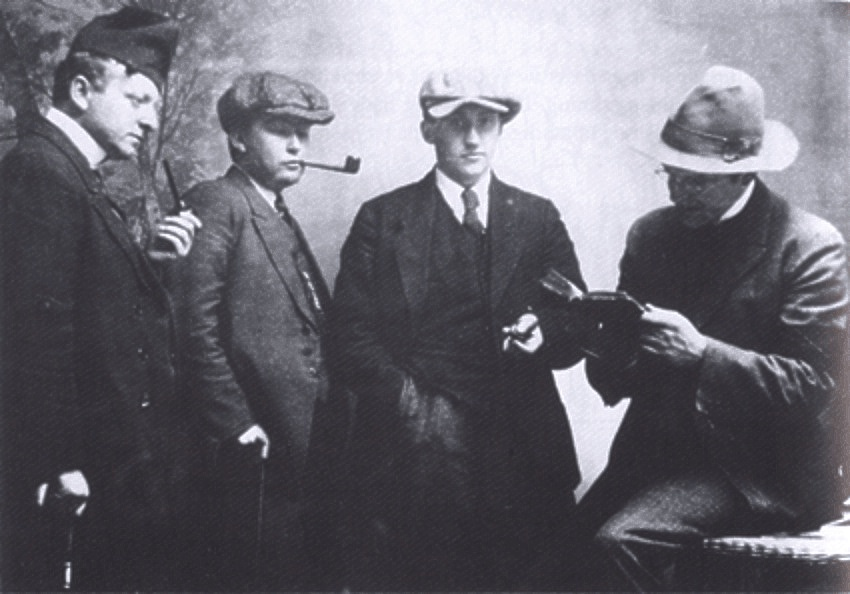
Två generationer av de första färöiska författarna: J.H.O. Djurhuus, Jørgen-Frantz Jacobsen, William Heinesen och Hans Andrias Djurhuus 1924.

## Kultur

### Konst
Konsthistorian på Färöarna är begränsad till de tre senaste generationerna. Den första egentliga konstnären av Sámal Joensen-Mikines som fått sin utbildning vid Kunstakademiet i Köpenhamn. Han påbörjade sin konstnärliga bana på 1930-talet med dystra skildringar av sorg och saknad samt dödsläger. Under de två följande decennierna ljusnade hans måleri i landskaps- och bygdeskildringar. Han tog sig också starka koloristiska uttryck i exempelvis skildringar av den blodiga slakten av grindvalar. Mikines blev en samlande gestalt för den färöiska konsten. Det var också hans naturnära motivvärld som gav många andra konstnärer inspirationer.
Måleriet har fram till omkring 1980-talet varit övervägande naturalistiskt, den dramatiska övärlden med det vilda och livshotande havet har varit en stor inspirationskälla för de flesta konstnärer på Färöarna. De häftiga klimatväxlingarna och frågan om överlevnad likaså.
Janus Kamban var Färöarnas första betydande skulptör, han skildrade människor i dagligt arbete. En speciell färgbegåvning hade Ruth Smith från Vágur, hon var även en sensibel tecknare och grafiker. William Heinesen skapade sin diktkonst med collage, akvareller och olja på ett mycket speciellt sätt. Detta var även genombrottet för illustrerad litteratur på Färöarna.
Många av de färöiska konstnärerna har fått utbildning på Kunstakademiet i Köpenhamn och läraren Søren Hjorth Nielsen har varit lärare åt många av de största.

### Musik
Färöarnas musiktradition är uteslutande vokal och den mest framträdande uttrycksformen är den så kallade kvaddansen, en slags kedjedans med färökvad sjungna av en försångare. Sångaren leder oftast även dansen och de övriga dansande. Det enda som fortfarande dansas i levande tradition. Kvaden (kvæði) är en episk diktning, något som kan jämföras med de skandinaviska medeltida balladerna, främst de så kallade kämpavisorna. De äldsta kvaden har medeltida rötter men under århundradena, men ny kvad har tillkommit med inspiration från det historiska. Den inhemska gruppen Týr har baserat sin karriär på att spela dessa gamla kvad i hårdrockstappning.
Melodierna är formelbundna och sjungs med starkt markerad takt till dansens två steg till vänster och ett till höger. Kvaddanstraditionen har hållits levande på de olika öarna fram i vår tid. Sedan 1950-talet har även olika föreningar och sällskap bildats för att bevara den uråldriga dansen.
Andra lokala musiktraditioner är skjaldur, någon form av vagg- och barnvisor som både textligt och melodiskt hör hemma i den gemensamma nordiska vistraditionen. En annan form av visor är de andliga visorna.
Färöarnas i särklass mest kända musiker idag är Eivør Pálsdóttir som sjunger både folkmusik, jazz och pop. Musikgrupper som Yggdrasil med Kristian Blak, Tveyhundrað, Makrel, Gestir och Deja Vu hör även till de mest betydande inom den nutida färöiska musiken. På Färöarna finns det även ett skivbolag som distribuerar de färöiska musikerna både nationellt och internationellt. Företaget heter TUTL och ägs kollektivt av musiker och kompositörer. Teitur är en annan artist med rötterna på Färöarna. Bandet Týr är känt i hela världen.

### Sport
Under 2014 gavs Färöarna chansen att delta i Electronic Sports European Championship (ESEC) inom e-sport under ledning av Gunnar Christiansen. Fem spelare, alla av färöiskt ursprung, sågs möta Slovenien i första matchen, men åkte sedan ut efter en poängförlust med 0-2.
2018 fick Färöarna en ny chans att tävla internationellt inom e-sport, denna gång i Northern European Minor Championship 2018. Kapten för landslaget detta år var Rókur Dam Norðoy.
Färöarna är medlem i Fifa och har ligaspel och egna landslag i fotboll som deltar i europeiska kval. Färöarna har även landslag i handboll.